# Санта-Доротея (титулярная церковь)
Титулярная церковь Санта-Доротея (лат. Titulus Sanctae Dorotheae) — титулярная церковь была создана Папой Франциском 12 июня 2014 году. Титул принадлежит церкви Санта-Доротея, расположенной в районе Рима Трастевере, на виа ди Санта-Доротея.

## Список кардиналов-священников титулярной церкви Санта-Доротея
- Хавьер Лосано Барраган — (12 июня 2014 — 20 апреля 2022, до смерти);
- Хорхе Энрике Хименес Карвахаль — (27 августа 2022 — по настоящее время).